# フアンチョ・エルナンゴメス
フアン・アルベルト・エルナンゴメス・ヘウエル (Juan Alberto Hernangómez Geuer, 1995年9月28日 - )は、スペイン・首都マドリード出身のプロバスケットボール選手。ユーロリーグとギリシャ・バスケットボールリーグに所属するパナシナイコスBCに所属している。スペイン代表。兄のウィリー・エルナンゴメスもバスケットボール選手。

## 来歴

### CBエストゥディアンテス
2012年にCBエストゥディアンテスに入団。2年間Bチームでプレーした後、2014-2015シーズンにトップチームデビュー。ユース世代のスペイン代表としても活躍し、2015-2016シーズンはリーガACBの最優秀若手選手賞も受賞するなど注目され、2016年のNBAドラフトにエントリーした。

### デンバー・ナゲッツ
全体15位でデンバー・ナゲッツから指名され、7月22日に2016-17シーズンからNBAでプレーすることを表明した。
2017年2月13日のゴールデンステート・ウォリアーズ戦では、27得点10リバウンドを記録し、リーグ首位のウォリアーズ相手に132-110での快勝の原動力となった。

### ミネソタ・ティンバーウルブズ
2020年2月5日に4チーム間の大型トレードでミネソタ・ティンバーウルブズへ移籍した。同年オフにFAとなったが、ウルブズと3年2100万ドルで再契約した。

### ボストン・セルティックス
2021年8月17日にパトリック・ベバリー、ジャレット・カルバーとのトレードでメンフィス・グリズリーズへ放出され、その後9月15日にクリス・ダン、カーセン・エドワーズ、ドラフト2巡目指名権とのトレードでボストン・セルティックスへ移籍した。

### サンアントニオ・スパーズ
2022年1月19日にセルティックスとナゲッツ、サンアントニオ・スパーズの3チーム間トレードでスパーズへ移籍した。

### ユタ・ジャズ
2022年2月9日にスパーズとポートランド・トレイルブレイザーズ、ユタ・ジャズの3チーム間トレードでジャズへ移籍した。

### トロント・ラプターズ
2022年7月28日にトロント・ラプターズと契約を結んだ。

### パナシナイコスBC
2023年7月27日にユーロリーグとギリシャ・バスケットボールリーグに所属するパナシナイコスBCと2年契約を結んだ。国内リーグでは18試合に出場し、1試合平均22.6分の出場で、8.8得点、6.1リバウンド、1.2アシスト、フィールドゴール成功率47.3パーセント、スリーポイント成功率35.1パーセント、ユーロリーグでは31試合に出場し、1試合平均16.5分の出場で、4.3得点、3.5リバウンド、フリースロー成功率75.6パーセントという成績を残した。ちなみに、国内リーグで出場した18試合は全てチームが勝利している。

## スペイン代表
2013年にU-18のスペイン代表に招集され、2015年のU-20欧州選手権では1stチームに選出。同年のリオデジャネイロオリンピック出場をかけた欧州選手権にフル代表デビューを果たした。

## NBA個人成績

### レギュラーシーズン
| シーズン | チーム | GP  | GS | MPG  | FG%  | 3P%  | FT%  | RPG | APG | SPG | BPG | PPG  |
| -------- | ------ | --- | -- | ---- | ---- | ---- | ---- | --- | --- | --- | --- | ---- |
| 2016–17  | DEN    | 62  | 9  | 13.6 | .451 | .407 | .750 | 3.0 | .5  | .5  | .2  | 4.9  |
| 2017–18  | DEN    | 25  | 3  | 11.1 | .387 | .280 | .833 | 2.2 | .5  | .2  | .1  | 3.3  |
| 2018–19  | DEN    | 70  | 25 | 19.4 | .439 | .365 | .767 | 3.8 | .8  | .4  | .3  | 5.8  |
| 2019–20  | DEN    | 34  | 0  | 12.4 | .345 | .250 | .640 | 2.8 | .6  | .1  | .1  | 3.1  |
| 2019–20  | MIN    | 14  | 14 | 29.4 | .453 | .420 | .609 | 7.3 | 1.3 | 1.0 | .3  | 12.9 |
| 2020–21  | MIN    | 52  | 6  | 17.3 | .435 | .327 | .619 | 3.9 | .7  | .4  | .1  | 7.2  |
| 2021–22  | BOS    | 18  | 0  | 5.3  | .185 | .167 | .667 | 1.4 | .2  | .2  | .1  | 1.1  |
| 2021–22  | SAS    | 5   | 0  | 10.2 | .333 | .000 | .750 | 3.0 | .6  | .2  | .2  | 1.4  |
| 2021–22  | UTA    | 17  | 9  | 17.5 | .507 | .438 | .476 | 3.5 | .8  | .5  | .4  | 6.2  |
| 2022–23  | TOR    | 42  | 10 | 14.6 | .421 | .254 | .563 | 2.9 | .6  | .4  | .1  | 2.9  |
| 通算     | 通算   | 339 | 76 | 15.5 | .428 | .342 | .676 | 3.3 | .6  | .4  | .2  | 5.0  |

### プレーオフ
| シーズン | チーム | GP | GS | MPG | FG%  | 3P%  | FT% | RPG | APG | SPG | BPG | PPG |
| -------- | ------ | -- | -- | --- | ---- | ---- | --- | --- | --- | --- | --- | --- |
| 2019     | DEN    | 5  | 0  | 2.9 | .333 | .500 | --- | .6  | .0  | .0  | .0  | .6  |
| 2022     | UTA    | 6  | 0  | 9.3 | .278 | .333 | --- | 2.0 | .8  | .3  | .0  | 2.3 |
| 通算     | 通算   | 11 | 0  | 6.5 | .286 | .357 | --- | 1.4 | .5  | .2  | .0  | 1.5 |

## 家族
兄のウィリー・エルナンゴメスもバスケットボール選手で、現在はレアル・マドリード・バロンセストに所属。2015年のNBAドラフトでフィラデルフィア・76ersから39位で指名され、当日中に権利がニューヨーク・ニックスに移動。ローン先のCBセビリアではクリスタプス・ポルジンギスとプレーし、2016-17シーズンよりNBAでのプレーを表明している

## 出演

### 映画
- Hustle（2022年6月8日） - ボー・クルーズ 役